# Longimenopon galeatum
Longimenopon galeatum är en insektsart som beskrevs av Günter Timmermann 1957. Longimenopon galeatum ingår i släktet Longimenopon och familjen spolätare. Inga underarter finns listade i Catalogue of Life.